# Martyn Waghorn
Martyn Thomas Waghorn (ur. 23 stycznia 1990 w South Shields) – angielski piłkarz występujący na pozycji napastnika w Derby County F.C.